# Museu Arqueológico de Alicante
O Museu Arqueológico de Alicante (em espanhol: Museo Arqueológico Provincial de Alicante, em valenciano: Museu Arqueològic Provincial d'Alacant, abreviado como MARQ) é um museu arqueológico em Alicante, na Espanha. 
O museu ganhou o Prêmio Museu Europeu do Ano em 2004, poucos anos depois de uma significativa expansão e realocação de edifícios renovados do antigo hospital de San Juan de Dios. 
O museu abriga oito galerias que utilizam multimídia para permitir a interação dos visitantes com as vidas passadas de moradores da região.

## Instalações
O MARQ tem mais de 9 mil metros quadrados e abriga aproximadamente 81 mil peças em suas instalações. Coleções de cerâmica ibérica e romana, dos séculos XVI a XIX fazem parte dos itens. Além disso, o museu conta com cinco salas dedicadas ao período pré-histórico, a cultura ibérica, romana, à Idade Média e à Idade Moderna. 

## Curiosidades
Em 2017, um crânio completo, com cerca de 5 mil anos e pertencente ao período Neolítico foi encontrado no sítio arqueológico da Cova del Randero, em Alicante - local utilizado como uma espécie de funerária. O achado foi concedido ao Museu Arqueológico de Alicante, sob os cuidados do Conselho Provincial da cidade espanhola.